# Elin Westlund
Elin Anna Linnéa Westlund, född den 17 november 2005, är en svensk fotbollsspelare, som spelar som försvarare, och som representerar Djurgårdens IF.

## Biografi
Westlund började spela fotboll i IK Frej innan hon 2023 flyttade till Djurgårdens IF. År 2024 debuterade hon i damallsvenskan. Hon har även representerat svenska damlandslaget på U23-nivå.